# Justin Moore
Pour les articles homonymes, voir Moore.
Justin Cole Moore (né le 30 mars 1984 à Poyen, Arkansas) est un chanteur américain de musique country.
En 2008, Moore signe chez Valory Music Group, un groupe lié au label indépendant Big Machine Records. Il sort alors le single digital I Could Kick Your Ass. Son premier single radio sera le titre Back That Thing Up, coécrit avec son producteur Jeremy Stover et le musicien Randy Houser. Il atteindra la 38e place du U.S. Billboard Hot Country Songs. Son second single sera Small Town USA et entrera dans les classements en février 2009, suivi par un EP digital nommé You Asked for It EP.
Le 11 août 2009 sortit Justin Moore, le premier album de l'artiste. Neuf des dix chansons de l'album ont été coécrite par Justin. Il débuta à la troisième place du Top Country Albums charts. Au Billboard, le 3 octobre 2009, Small town in USA devint son premier titre à devenir numéro 1. Backwoods, son troisième single extrait de l'album est sorti en octobre 2009 et fut son second Top 10 avec un pic à la sixième place en avril 2010. Son quatrième single How I Got to Be This Way débutat à la 54e place au U.S. Billboard Hot Country Songs.

## Discographie

### Studio albums
| Année | Détails                                  | Positions  | Positions |
| Année | Détails                                  | US Country | US        |
| ----- | ---------------------------------------- | ---------- | --------- |
| 2009  | Justin Moore - Label: Valory Music Group | 3          | 10        |
| 2011  | Outlaws Like Me 2011                     |            |           |
| 2013  | Off The Beaten Path                      |            |           |
| 2019  | LATE NIGHTS AND LONGNECKS                |            |           |
| 2016  | KINDA DON'T CARE                         |            |           |
| 2021  | Straight Outta The Country               |            |           |
| 2023  | STRAY DOG                                |            |           |
| 2024  | THIS IS MY DIRT                          |            |           |

### EPs
| Année | Album details                                         | Chart positions | Chart positions |
| Année | Album details                                         | US Country      | US Heat         |
| ----- | ----------------------------------------------------- | --------------- | --------------- |
| 2009  | The "You Asked for It" EP - Label: Valory Music Group | 54              | 49              |

### Singles
| Année                                         | Single                    | Meilleure position | Meilleure position | Meilleure position | Album        |
| Année                                         | Single                    | US Country         | US                 | CAN Country        | Album        |
| --------------------------------------------- | ------------------------- | ------------------ | ------------------ | ------------------ | ------------ |
| 2008                                          | Back That Thing Up        | 38                 | —                  | —                  | Justin Moore |
| 2009                                          | Small Town USA            | 1                  | 44                 | —                  | Justin Moore |
| 2009                                          | Backwoods                 | 6                  | 69                 | 30                 | Justin Moore |
| 2010                                          | How I Got to Be This WayA | 31                 |                    |                    | Justin Moore |
| "—" signifie que le titre ne s'est pas classé |                           |                    |                    |                    |              |

- A Single actuel.